# 蘇文濤
蘇文濤（英語：Dylan So Man-to，2006年5月26日—），香港男演員，因主演2024年香港電影《爸爸》而嶄露頭角，並憑該片獲頒第43屆香港電影金像獎最佳新演員。

## 早年生活
蘇文濤成長於元朗的雙職家庭，父親為技工，母親為髮型師，在元朗開設髮廊。家中另有一兄長，為職業治療師。蘇文濤中學時期就讀於博愛醫院鄧佩瓊紀念中學。2024年，年僅16歲的蘇文濤，首次出演電影，便參與了由導演翁子光、區焯文執導的《爸爸》，蘇文濤學業曾因而受影響。但其後他在香港中學文憑考試中仍考取佳績，入讀香港教育大學英文教育系。

## 演藝生涯
2024年，蘇文濤首次出演電影，便在導演翁子光、區焯文執導的《爸爸》中飾演關鍵角色阮厚明，原型為2010年「荃灣享和街弒母殺妹案」中的少年犯簡家良。其非科班出身的自然演技獲業界好評。 2025年4月27日，蘇文濤更憑該片獲頒第43屆香港電影金像獎最佳新演員獎項，並由梁朝偉頒獎。

## 演出作品

### 電影
| 年份   | 作品     | 角色   |
| 2024年 | 《爸爸》 | 阮厚明 |

### 音樂影片
| 年份   | 歌手   | 作品           | 角色 |
| 2025年 | 盧瀚霆 | 《你都有今日》 | 兒子 |

## 獎項及提名

### 香港電影金像獎
| 年份   | 頒獎典禮             | 獎項       | 作品     | 角色   | 結果 |
| 2025年 | 第43屆香港電影金像獎 | 最佳新演員 | 《爸爸》 | 阮厚明 | 獲獎 |

## 外部連結
- 蘇文濤在香港影庫上的簡介
- 蘇文濤的Instagram帳戶